# 海傍站
海傍站是广州地铁3号线和4号线的一座换乘车站，亦是3号线南端终点站。车站位於中國廣東省廣州市番禺区石碁镇京珠高速公路广澳高速公路东侧，亚运南路康体路口西北侧之间地块，广州亚运城旁。於2006年12月30日随4号线二期开通而启用，2024年11月1日随3号线东延段开通而成为换乘车站。

## 车站结构

### 车站楼层
本站共设有四层，其中地上二层为4号线月台；地面为4号线站厅，以及通往3号线车站的各出入口；地下一层为3号线站厅和换乘厅，以及两者之间的换乘通道；地下二层为3号线站台。车站附近为亞運南路、康体路、广澳高速公路高架桥梁，亚运城广场、亚运城综合体育馆等建筑。
因地面条件和地下管线复杂，3号线车站西端采用顶管法施工，为广州地铁首个采用此技术施工的车站。
本站为3号线东延段的主题车站，以“逐水傍海”为设计主题。车站天花使用渐变色波浪造型，墙面增加水彩波浪图案装饰，展现当地特色的沙田水乡风情。
本站的3号线和4号线区域均设有卫生间和母婴室：其中3号线车站的卫生间和母婴室设于站台东端，4号线车站的卫生间位于站厅收费区的车站控制室旁，母婴室则设于站厅非付费区靠近C出入口处。
| 地上二层 | 侧式站台                   | 侧式站台                                                                | 侧式站台 | 侧式站台 |
|          | 3 站台                     | █4号线 黃村方向（下站：石碁）                                           |          |          |
|          | 4 站台                     | █4号线 南沙客运港方向（下站：低涌）                                     |          |          |
|          | 侧式站台                   |                                                                         |          |          |
| 地面     | 4号线站廳                  | 售票機、客服中心、商店、警务室、安检设施、卫生间、母婴室 来往地下换乘厅 |          |          |
| 地下一层 | 地下换乘廳                 | 來往 █4号线站廳、█3号线站台和换乘通道                                   |          |          |
|          | 换乘通道                   | 來往換乘廳和 █3号线站厅（未启用）                                       |          |          |
|          | 3号线站廳                  | 售票機、客服中心、商店、警务室、安检设施                                |          |          |
| 地下二层 | 2 站台                     | █3号线 机场北或天河客运站方向（下站：海涌路）                           |          |          |
|          | 岛式站台（卫生间、母婴室） |                                                                         |          |          |
|          | 1 站台                     | █3号线 终点站台                                                         |          |          |

### 站厅以及换乘
海傍站设有地面的4号线站厅和地下一层的3号线站厅，两个站厅均设有售票机智能客服中心。两个站厅目前通过3号线站台和换乘厅相连，但兩個站廳的非付费区不相连。
为方便乘客进出，3号线站厅南侧被划分为收费区，收费区内设有1台专用电梯、2组楼梯以及4条扶手电梯连接站台；而4号线站厅中部被划分为付费区，收费区内各自设有1台专用电梯、2台扶手电梯以及1组楼梯分别连接两个站台。
另外，4号线在站厅北侧中央及东侧位置各自设有2条扶手电梯和1组楼梯连接地下一层的换乘厅，同时东侧位置另设有1台专用电梯，供乘客于两线换乘。現時客流組織安排下，两边的扶梯和楼梯被划分为单向通行，以防止出现双向换乘客流交叉聚集。此外，换乘厅内设有两条扶手电梯、1组楼梯和1台专用电梯连接地下二层的3号线站台，同时换乘厅内另设有换乘通道通往3号线站厅，由于换乘通道部分仍在施工，乘客目前来往两线站体均需要绕经3号线站台。

### 月台
本站3号线设有一个岛式站台，位于亚运城广场以南的地底；4号线设有两个侧式站台，位于京珠高速東側，亞運南路北側之上空。兩線月台組成一個顺时针旋转45度的「L」字型，其中3号线在下，4号线在上。
本站3号线月台东端设有一组双存车线，3號線所有列車皆使用該組存車線折返，同时正線末端預留往東延伸的條件。
在广州地铁2016年起导入车站和月台编号时，4号线分获1、2号两个站台编号，3号线东延段开通前夕物料更新时，4号线原有的站台编号变更为3、4号，原1、2号的编号让与3号线使用，以符合广州地铁的站台编号规则。

月台全景图（金洲方向）

### 出入口
海傍站现时设有6个出入口供乘客进出，分别分布于地面4号线站厅以及地下一层的3号线站厅。
|                                                         |                                                       |      |          |                                                                                        |
|                                                         |                                                       |      |          |                                                                                        |
| 編號                                                    | 设施                                                  | 照片 | 出口指示 | 建議前往的目的地                                                                       |
| 3号线站廳（地下一层）                                   |                                                       |      |          |                                                                                        |
| E                                                       | 盲道标志 · 扶手电梯标志                               |      | 康体路   |                                                                                        |
| F                                                       | 盲道标志 · 升降机标志 · 无障碍通道标志 · 扶手电梯标志 |      | 康体路   | 地铁海傍站公交车站（北行）、地铁海傍站公交总站、亚运城喜街                             |
| G                                                       | 盲道标志 · 扶手电梯标志                               |      | 康体路   | 兴亚二路、兴亚三路、广州检验检测认证集团、广医二院番禺院区、地铁海傍站公交车站（南行） |
| 4号线站廳（地面）                                       |                                                       |      |          |                                                                                        |
| A                                                       | 盲道标志 · 无障碍通道标志 · 同层                      |      | 康体路   | 亚运南路、亚运大道、海傍村                                                             |
| B                                                       | 盲道标志 · 无障碍通道标志 · 同层                      |      | 康体路   | 亚运南路、海傍村、亚运城天荟公交车站                                                   |
| C                                                       | 同层                                                  |      | 康体路   | 海傍村、亚运南路、亚运大道、地铁海傍站C公交车站                                        |
| 註： 設有 \| 設有 \| 設有 \| 設於同一層 \| 設有扶手電梯 |                                                       |      |          |                                                                                        |

## 接驳交通
海傍站周边设有地铁海傍站公交站、地铁海傍站临时公交站和亚运城天荟临时公交站。
| 巴士 \| 编号 \| 编号 \| 线路 \| 线路 \| 线路 \| 收费 \| 备注 \| \| ---- \| ------ \| ---------------------- \| ---- \| ---------- \| ----- \| --------------- \| \| \| 番111 \| 永旺梦乐城 \| ⇆ \| 地铁海傍站 \| 2元 \| \| \| \| 番149 \| 地铁海傍站 \| ⇆ \| 清流村 \| 2–3元 \| \| \| \| 番151 \| 亚运城 \| ⇆ \| 地铁海傍站 \| 1元 \| 20–60分/班 \| \| \| 番160 \| 儿童公园 \| ⇆ \| 莲花山港 \| 2–3元 \| 25–40分/班 \| \| \| 番162 \| 乐羊羊路（亚运城天骄） \| ⇆ \| 地铁海傍站 \| 2元 \| 15–30分/班 \| \| \| 番162B \| 乐羊羊路（亚运城天骄） \| ⇆ \| 莲花山车站 \| 2元 \| 60分/班 \| \| \| 番夜4 \| 地铁海傍站 \| ↺ \| 地铁海傍站 \| 3元 \| 番151路附属线路 \| |        |                        |      |            |       |                 |
| 编号 | 编号   | 线路                   | 线路 | 线路       | 收费  | 备注            |
| | 番111  | 永旺梦乐城             | ⇆    | 地铁海傍站 | 2元   |                 |
| | 番149  | 地铁海傍站             | ⇆    | 清流村     | 2–3元 |                 |
| | 番151  | 亚运城                 | ⇆    | 地铁海傍站 | 1元   | 20–60分/班      |
| | 番160  | 儿童公园               | ⇆    | 莲花山港   | 2–3元 | 25–40分/班      |
| | 番162  | 乐羊羊路（亚运城天骄） | ⇆    | 地铁海傍站 | 2元   | 15–30分/班      |
| | 番162B | 乐羊羊路（亚运城天骄） | ⇆    | 莲花山车站 | 2元   | 60分/班         |
| | 番夜4  | 地铁海傍站             | ↺    | 地铁海傍站 | 3元   | 番151路附属线路 |

## 历史
本站最早出現在2003年的方案中，4號綫南端沿京珠高速繼續延長，在規劃廣州新城附近轉彎，東進至海鷗島。而當時的3號綫在到達廣州新城後，也沿京珠高速繼續向南，到達南沙。因此当时被称为廣州新城站的海傍站成为其两线的换乘车站。後來2003年方案局部修改中，3號綫和4號綫交換廣州新城以南及以東的路段，4號綫確定向南進入南沙，本站仍为其两线的换乘车站。
隨後本站随4号线二期工程在2004年4月25日批覆可行性报告。车站开通前夕，本站正式定名为海傍站。2006年12月30日，4號線二期首通段开通运营，本站正式启用。
4号线开通启用后，车站地面站厅北侧已預留了通往地下的楼梯和扶梯接口，以便未来接入换乘通道和3号线车站。而在亞運城建設時已在亚运城媒体中心和空中步廊之间的地底，即現有車站北側預留了3號線車站位置。在3号线东延段设计时，除利用现有4号线站厅预留的换乘接口设置扶手电梯和楼梯外，亦会在4号线站厅东北侧另外设置扶手电梯、楼梯和升降机连接至地下换乘厅。
3号线东延段工程在2017年3月下旬獲國家發改委批覆立項，2018年1月上旬工可报告获批，随后3号线车站部分于2019年中旬开工建设，2023年7月1日顶管贯通，10月27日主体结构封顶，2024年5月31日完成“三权”移交。2024年11月1日，3号线东延段开通运营，本站3号线车站部分也随之启用。

### 3号线东延段开通遇阻
早前影响庆盛站和广州地铁22号线开通的天然气管线，一度为本站3号线部分开通带来不确定性。当局2022年发布公告称，由于海傍地铁站的扩建对现有广州燃气、大鹏燃气和中石化输油管共三条管道运行造成影响，需要对其进行迁改。大鹏燃气管道和中石化输油管分别于2023年12月和2024年3月动工迁改，并计划2025年3月完工；广州燃气管道则由广州地铁集团自行实施迁改，截至2024年10月已开始接驳。
车站虽早已移交至地铁运营部门调试，后者更一度做好在9月底开站的准备，但未能如愿。当局曾回应称，3号线车站需待管道迁改完成施工并通过验收后方可开通。不过直到10月30日，广州地铁集团宣布包括本站在内的3号线东延段将于11月1日开通。大鹏燃气管道迁改则于2025年4月投产试运行。

### 运营事件
2022年年末疫情期间，本站曾受防控措施影响，于11月28日至11月30日下午暂停服务。